# Chapelle Saint-Christophe de Lorient
Pour les articles homonymes, voir Chapelle Saint-Christophe.
La chapelle Saint-Christophe est une chapelle du XVe siècle et l’un des plus anciens édifices de Lorient (Morbihan), avec le château de Tréfaven, fortifié en 1474, appartenant aux princes de Guéméné. Ce sont ces princes qui firent édifier la chapelle (une seule date trouvée, celle de 1505). Il existait pourtant la chapelle de Saint Judicaël avec son chapelain Dom Alanou.

## Historique
Elle fut édifiée en l'honneur du passeur d'eau, Saint Christophe. Elle devint une paroisse dans la tourmente révolutionnaire en 1791, cela jusqu'en 1854, lors de la construction de l'église Notre-Dame-de-Bonne-Nouvelle. Elle redevint simple chapelle. Le pardon est célébré chaque premier dimanche de mai, pardon pour les enfants. Une bénédiction des automobiles se fait sur le parvis de l'Église Notre-Dame.
La chapelle fait l’objet d’une inscription au titre des monuments historiques depuis le 12 novembre 1934.

## Présentation
La chapelle Saint-Christophe, de style gothique située dans le quartier de Kerentrech, est l’un des plus anciens édifices de Lorient. Il est probable que l’édifice primitif fut un oratoire. La chapelle actuelle a été construite dans la seconde moitié du XVe siècle par les seigneurs du château de Trefaven situé sur la même rive du Scorff, dominant un gué (Ker an trec’h = le village du gué).

## Architecture

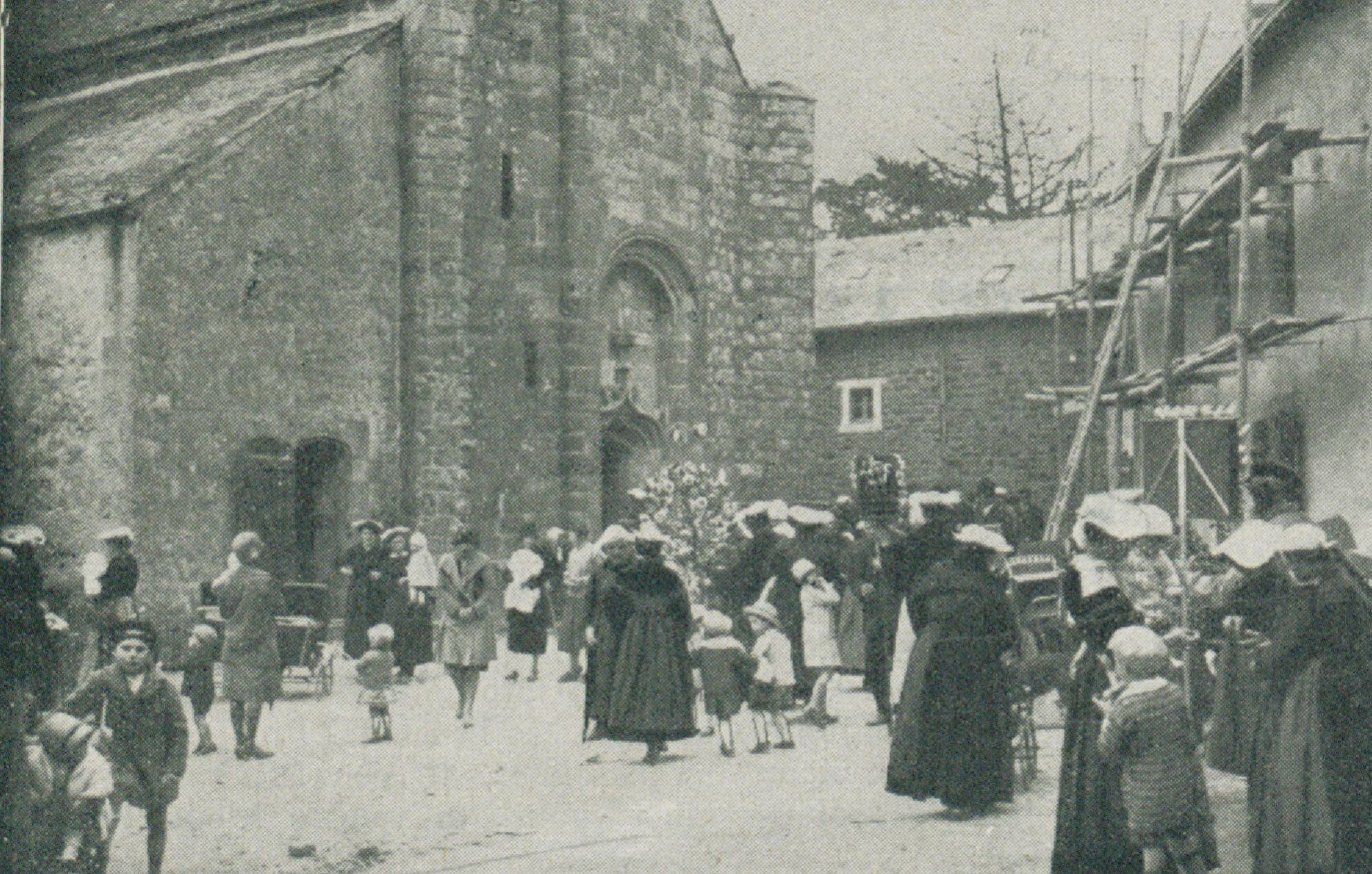
Pardon en 1928.

Le clocher actuel est posé sur neuf colonnettes de style toscan, surmontées de frontons triangulaires ornés de trèfles non ajourés. La cloche « Marie-Perrine » de Evrard et Victor Trouvé est fondue en 1862. La chapelle bénéficie d'une première restauration en 1936 et d'une seconde en 1956, à la suite d'un incendie lors d'un bombardement durant la dernière guerre. Un bénitier classé en 1912, en granit, les angelots qui le supportaient ont subi les affres du temps et de la guerre.
La chapelle toute simple est un sanctuaire rectangulaire qui se termine par un chevet à trois pans. 
Trois vitraux posés en 1956 s'y inscrivent : l'un représente Saint Christophe, les deux autres des pèlerins se rendant au pardon. Ils sont l'œuvre d'Hubert de Sainte Marie, maître-verrier de Quintin.
Le baptistère est en schiste, il provient de la chapelle de la compagnie des Indes. 
D'une tribune en bois, on accède à la cloche dans le clocher et au balcon. 
La porte principale s'inscrit dans une anse de panier, admirablement bien proportionnée, appareillage de granite arrondi dans un redan pris dans l'épaisseur du mur.
Un calvaire trône à l'entrée (1935) offert par une famille Lorientaise.[réf. nécessaire]